# Nesthorn
Nesthorn är ett berg i Schweiz. Det ligger i distriktet Brig och kantonen Valais, i den centrala delen av landet. Toppen på Nesthorn är 3 824 meter över havet.
Terrängen runt Nesthorn är huvudsakligen mycket bergig. Nesthorn är den högsta punkten i ett område med en radie av 5 km.
Trakten runt Nesthorn består i huvudsak av kala bergstoppar och isformationer.